# 北原 (さいたま市)
北原（きたはら）は、埼玉県さいたま市緑区の大字。郵便番号は336-0966。

## 地理
さいたま市緑区東部の大宮台地（鳩ケ谷支台）上に位置する。浦和美園駅からも近いが、周辺地区のように区画整理はされないため、農地が多く残る。見沼の低地が多いが、大宮台地上に当たる地域もある。北谷川排水路が流れ、見沼代用水東縁に排水する。

## 歴史
もとは江戸期より存在した武蔵国足立郡に属する北原村であった。見沼新田に「行衛北原新田」と称する持添新田が存在していた。
- 1633年（寛永10年） - 行衛村（現川口市大字行衛）を合併（『武蔵国郡村誌』）[4]。以降北原村の飛地となる。
- 発足時は関東郡代伊奈氏の知行、1792年（寛政4年）より幕府領となる[4]。
- 天保年間（1831年〜1845年）より当村および行衛の持添新田である「行衛北原新田」を領することが天保郷帳より見出されている[4]。
- 幕末時点では足立郡北原村であった。明治初年の『旧高旧領取調帳』の記載によると、代官大竹左馬太郎支配所が管轄する幕府領であった[5]。
- 1868年（慶応4年）6月19日 - 旧幕府領が武蔵知県事・山田政則（忍藩士）の管轄となる。
- 1869年（明治2年） 
  - 1月13日 - 武蔵知県事・宮原忠英の管轄区域に大宮県を設置、同県の管轄となる。県庁は東京府馬喰町に置かれる。
  - 9月29日 - 県庁が浦和に置かれ浦和県に改称。
- 1871年（明治4年）11月13日 - 第1次府県統合により埼玉県の管轄となる。
- 1879年（明治12年）3月17日 - 郡区町村編制法により成立した北足立郡に属す。郡役所は浦和宿に設置。
- 1889年（明治22年）4月1日 - 大門町、下野田村、北原村、間宮村、差間村と玄蕃新田が合併し、大門村成立[6]。大門村の大字北原となる。
- 1956年（昭和31年） 4月1日 - 野田村・戸塚村・大門村が合併し、美園村が成立[6]、美園村の大字となる。
- 1962年（昭和37年）5月1日 - 美園村のうち、旧大門村の差間・大字北原の字行衛を除く区域と旧野田村が浦和市に、旧戸塚村と旧大門村の差間・大字北原の飛び地になっていた字行衛が川口市にそれぞれ編入される[4]。（川口市の大字行衛からは北原台一丁目〜三丁目、差間三丁目、戸塚四丁目が成立。）以後浦和市の大字となる。
- 2001年（平成13年）5月1日 - 浦和市が、与野市、大宮市と合併しさいたま市となり、さいたま市の大字となる。
- 2003年（平成15年）4月1日 - さいたま市が政令指定都市に移行しさいたま市緑区の大字となる。

## 世帯数と人口
2017年（平成29年）9月1日現在の世帯数と人口は以下の通りである。
| 大字 | 世帯数 | 人口  |
| ---- | ------ | ----- |
| 北原 | 28世帯 | 108人 |

## 小・中学校の学区
市立小・中学校に通う場合、学区（校区）は以下の通りとなる。
| 番地 | 小学校                 | 中学校                 |
| ---- | ---------------------- | ---------------------- |
| 全域 | さいたま市立大門小学校 | さいたま市立美園中学校 |

## 交通

### 鉄道
- 地区内に鉄道は敷設されていないが、近隣の浦和美園駅などが利用できる。

### 道路
- 国道463号
- 国道122号岩槻鳩ヶ谷バイパス - 下り線が地区内を僅かに掠める。
- 緑のヘルシーロード

## 施設
- うらわフェニックス（一部） - 一般廃棄物最終処分場。
- 真言宗智山派無量寺
- 稲荷社